# Monchy-Breton
Monchy-Breton ist eine französische Gemeinde mit 527 Einwohnern (Stand 1. Januar 2022) im Arrondissement Arras des Départements Pas-de-Calais. Sie liegt im Kanton Saint-Pol-sur-Ternoise und ist Mitglied des Kommunalverbandes Ternois. Dessen Einwohner werden Monchois genannt.
In der Anfangsphase des Zweiten Weltkriegs befand sich südlich des Ortes ein Feldflugplatz, der zunächst von der britischen Royal Air Force und später während des Westfeldzugs der deutschen Wehrmacht von der Luftwaffe genutzt wurde. In der letzten Maiwoche 1940 lag hier I. Gruppe des Jagdgeschwaders 1 und Anfang Mai 1941 die II. Gruppe des Jagdgeschwaders 3, beide waren mit der Bf 109E ausgerüstet.
| Brias      | La Thieuloye |                         |
| Ostreville | Kompass      | Magnicourt-en-Comte     |
| Marquay    |              | Bailleul-aux-Cornailles |

## Sehenswürdigkeiten

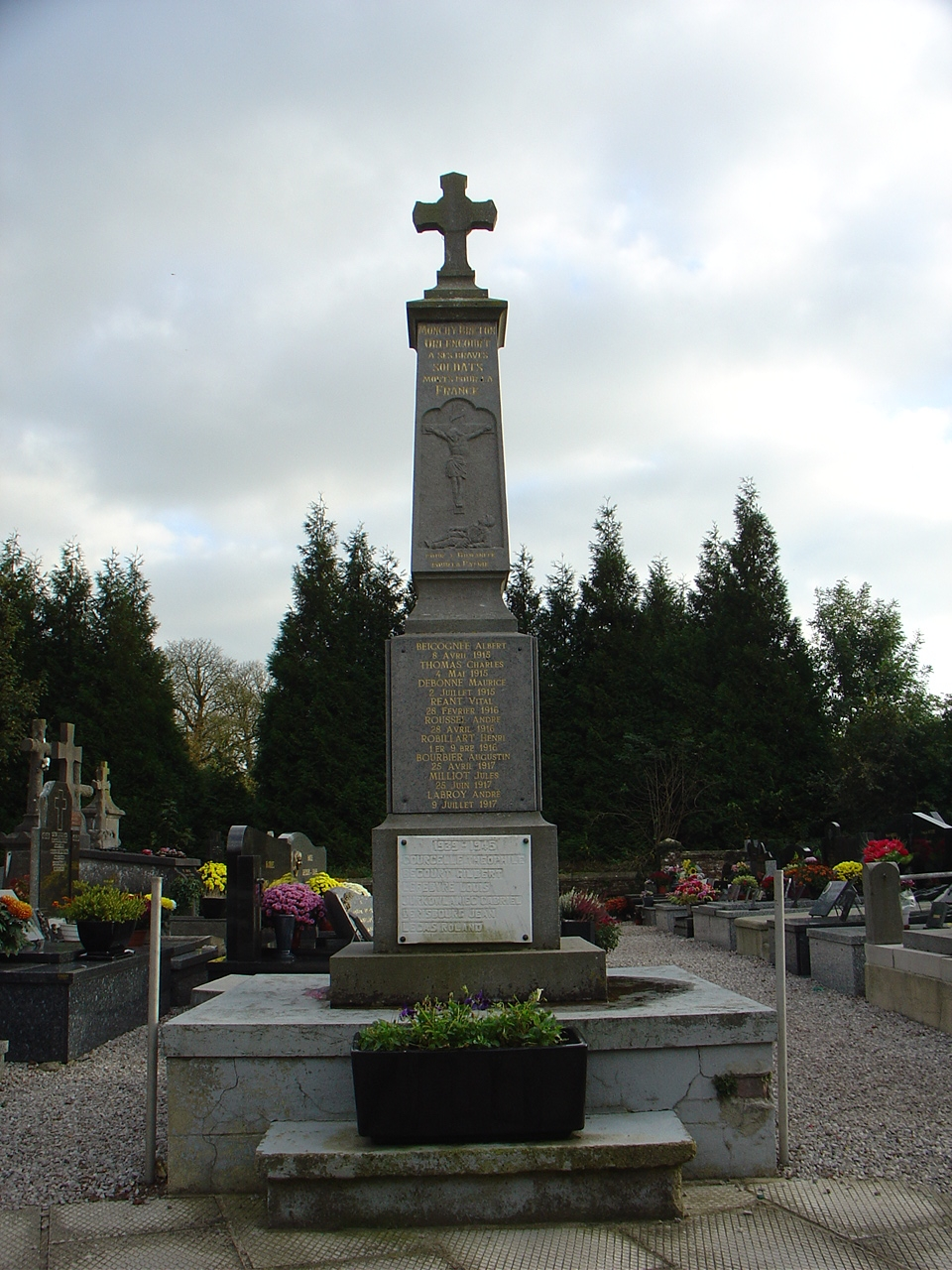
Kriegerdenkmal
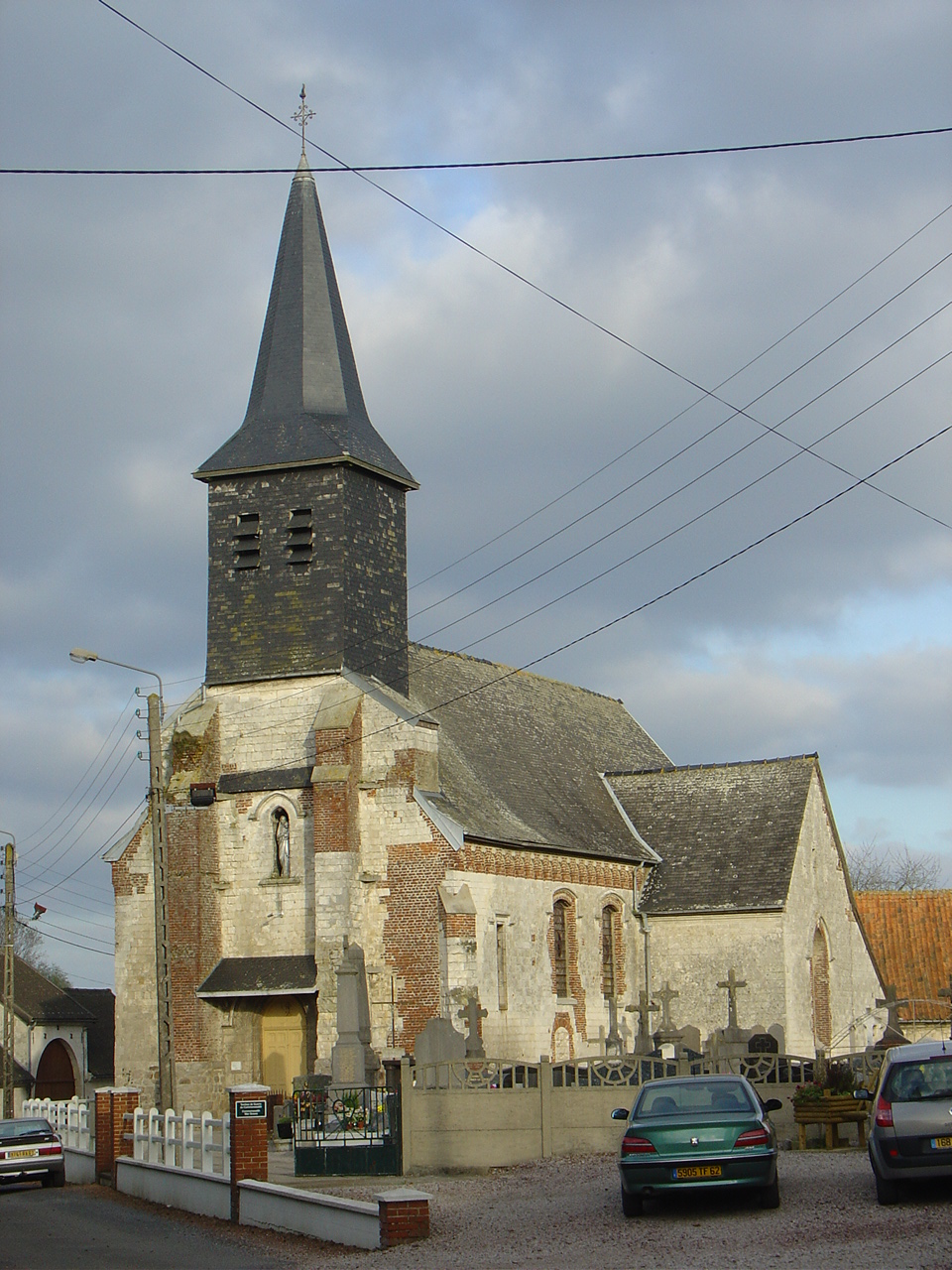
Kirche Saint-Hilaire